# Герметизатор
Герметизатор (в просторечии пневмозаглушка) — вид заглушающего устройства для труб и трубопроводов, использующийся при необходимости оперативного перекрытия полости трубы при авариях или при проведении плановых ремонтных работ.
Обычно представляет собой оболочку из резины или прорезиненной ткани, накачиваемую сжатым воздухом. При этом герметизатор раздувается и надежно перекрывает внутреннюю полость трубопровода.
По сравнению с традиционной технологией перекрытия труб, особенно большого диаметра, применение пневматических герметизаторов (пневмозаглушек) в несколько раз сокращает время, уходящее на перекрытие и ремонт трубопровода, обеспечивает экологическую чистоту и безопасность работ при проведении ремонта. Также герметизатор может перекрывать заполненные жидкостью трубопроводы и трубопроводы, находящиеся под давлением до 10 кг/см2.
Герметизаторы могут быть различной формы — в виде цилиндрической заглушки, торообразные или плоскосложенные.